# Bulbophyllum cavibulbum
Bulbophyllum cavibulbum är en orkidéart som beskrevs av Johannes Jacobus Smith. Bulbophyllum cavibulbum ingår i släktet Bulbophyllum och familjen orkidéer. Inga underarter finns listade i Catalogue of Life.